# Gestreepte buideleekhoorn
De gestreepte buideleekhoorn (Dactylopsila trivirgata) is een zoogdier uit de familie van de buideleekhoorns (Petauridae). De wetenschappelijke naam van de soort werd voor het eerst geldig gepubliceerd door John Edward Gray in 1858. Het is de enige soort uit dit geslacht die ook voorkomt in Australië. De overige soorten leven alleen op het eiland Nieuw-Guinea en omliggende eilanden, waar de gestreepte buideleekhoorn ook leeft.

## Uiterlijk
De gestreepte buideleekhoorn heeft een lichaamslengte van 25 tot 27 cm en een staart van 31–34 cm lang. Het gewicht bedraagt 245 tot 570 gram. Het is een slankgebouwd klimbuideldier met witte en zwarte strepen die in de lengterichting van het lichaam lopen. De staart is zwart met een witte punt. Uit zijn staartklieren kan hij een akelige, penetrante geur afscheiden, die doet denken aan een skunk.

## Leefwijze
De gestreepte buideleekhoorn is een nachtactief dier en leeft in de bomen. Overdag slaapt dit dier in een nest gemaakt van bladeren. Het is een snelle en behendige klimmer die goed kan springen. De gestreepte buideleekhoorn is een insecteneter en dit dier is goed aan deze leefwijze aangepast. Een hielachtige structuur op de pols wordt gebruikt om op hout te kloppen om zo kevers, rupsen of andere insectenlarven te lokaliseren. Met de scherpe ondertanden wordt vervolgens het hout enigszins weggebeten, waarna de lange tong of de verlengde vierde vinger vervolgens gebruikt wordt om de prooi uit het hout te halen. Verder worden ook andere insecten als mieren en termieten, en vruchten, zaden en bloemen gegeten, maar ook vogeltjes en kleine zoogdieren staan op zijn menukaart. Gewoonlijk worden bij de gestreepte buideleekhoorn twee jongen geboren.

## Leefgebied
De gestreepte buideleekhoorn leeft in de regenwouden van Nieuw-Guinea en Australië. In Nieuw-Guinea is de soort wijdverspreid over de laagland- en bergbossen tot 2300 meter; ook op de nabijgelegen eilanden de Aru-eilanden, Japen en Waigeo is dit dier gevonden. In Australië leeft dit klimbuideldier alleen in het Kaap York-schiereiland in het noordoosten van de staat Queensland. De gestreepte buideleekhoorn is te vinden in de bosgebieden van de Iron Range in het noorden tot Mount Spec bij Townsville in het zuiden. Deze soort is waarschijnlijk in Nieuw-Guinea geëvolueerd en heeft zich vervolgens naar Australië verspreid.
De gestreepte buideleekhoorn is overigens bij lange na niet de enige diersoort in Noord-Queensland die een groep vertegenwoordigt die grotendeels op Nieuw-Guinea leeft. Andere bekende voorbeelden zijn de boomkangoeroes (Dendrolagus), de echte koeskoezen (Phalanger) en de kasuaris (Casuarius casuarius).

## Ondersoorten
Binnen het verspreidingsgebied van de gestreepte buideleekhoorn worden vier ondersoorten erkend:
- Dactylopsila trivirgata trivirgata Gray, 1858 – komt voor in westelijk Nieuw-Guinea en op de Raja Ampat-eilanden, Japen en de Aru-eilanden.
- Dactylopsila trivirgata kataui Matschie, 1916 – komt voor in centraal en zuidelijk Nieuw-Guinea rond de Fly-rivier.
- Dactylopsila trivirgata melampus Thomas, 1908 – komt voor in oostelijk Papoea-Nieuw-Guinea.
- Dactylopsila trivirgata picata Thomas, 1908 – komt voor op het Kaap York-schiereiland in Australië.